# She's a Sheik
She's a Sheik é um filme mudo do gênero comédia produzido nos Estados Unidos e lançado em 1927. Talvez seja filme perdido.

## História
O filme é uma paródia aos filmes The Sheik e The Son of the Sheik estrelados por Rudolph Valentino, com a ressalva de que é protagonizado por uma mulher.